# Sozialisierungsartikel 41
Der Artikel 41 der Verfassung des Landes Hessen (HV), der so genannte Sozialisierungsartikel, sieht Sozialisierungen in den Bereichen Bergbau, Eisen und Stahl sowie Energie und Verkehr vor, die jedoch nie vollumfänglich verwirklicht wurden. Er war hoch umstritten und wurde in einer gesonderten Volksabstimmung beschlossen.
Art. 41 HV gilt weiterhin, ist aber durch das zwischenzeitlich in Kraft getretene Grundgesetz (GG) weitgehend gegenstandslos geworden.

## Inhalt und rechtliche Einordnung

### Inhalt
Art. 41 HV regelt die Sofortsozialisierung. Die Sozialisierungen erfolgten direkt mit Inkrafttreten der Verfassung. Konkret sollten

„in Gemeineigentum überführt: der Bergbau (Kohlen, Kali, Erze), die Betriebe der Eisen- und Stahlerzeugung, die Betriebe der Energiewirtschaft und das an Schienen oder Oberleitungen gebundene Verkehrswesen“

„vom Staate beaufsichtigt oder verwaltet, die Großbanken und Versicherungsunternehmen und diejenigen in Ziffer 1 genannten Betriebe, deren Sitz nicht in Hessen liegt.“

Art. 41 Abs. 2 HV regelte den Gesetzesvorbehalt: „Das Nähere bestimmt das Gesetz.“
Art. 41 Abs. 3 HV definierte die Rolle der Alteigentümer und Vorstände als Treuhänder.

„Wer Eigentümer eines danach in Gemeineigentum überführten Betriebes oder mit seiner Leitung betraut ist, hat ihn als Treuhänder des Landes bis zum Erlaß von Ausführungsgesetzen weiterzuführen.“

### Kontext der benachbarten Artikel
Art. 41 HV steht im Kontext zu den benachbarten Artikeln.
- Art. 39 HV verbietet den „Mißbrauch der wirtschaftlichen Freiheit – insbesondere zur monopolistischen Machtzusammenballung und politischer Macht“. Die Vorschrift Art. 39 Abs. 2 HV, dass Unternehmen bei Verstoß in Gemeineigentum zu überführen sei, ist seit dem Inkrafttreten des Grundgesetzes nicht mehr anwendbar.[1]
- Art. 40 definiert den Begriff Gemeineigentum.

„Gemeineigentum ist Eigentum des Volkes. Die Verfügung über dieses Eigentum und seine Verwaltung soll nach näherer gesetzlicher Bestimmung solchen Rechtsträgern zustehen, welche die Gewähr dafür bieten, daß das Eigentum ausschließlich dem Wohle des ganzen Volkes dient und Machtzusammenballungen vermieden werden.“

- Art. 42 HV regelt eine Landreform und die Enteignung des Großgrundbesitzes. Auch diese Regelung steht dem Grundgesetz entgegen und ist nicht mehr anwendbar.[2]
- Art. 43 HV beschreibt das Ziel der Förderung der Klein- und Mittelbetriebe sowie Art. 44 HV die des Genossenschaftswesen. Diese Zielbestimmungen waren in der politischen Debatte wesentlich.
- Art. 45 HV regelt das Grundrecht auf Eigentum. In dem Kontext des Art. 41 HV ist vor allem der Abs. 2 wesentlich, der eine angemessene Entschädigung bei Verstaatlichungen festschreibt.

### Rechtliche Einordnung
Art. 41 HV kollidiert mit Art. 14 und Art. 15 GG und ist daher seit Inkrafttreten des Grundgesetzes nicht mehr anwendbar. Eine Enteignung oder Vergesellschaftung ist gemäß Art. 14 oder 15 GG gegen eine angemessene Entschädigung möglich.
Vor Inkrafttreten des Grundgesetzes vorgenommene Sozialisierungen gemäß Art. 41 HV werden aber durch das Grundgesetz nicht berührt und sind weiter gültig.
Die Verstaatlichungen aufgrund Art. 41 HV wurden im Urteil des Staatsgerichtshofs des Landes Hessen (HStGH) vom 20. Juli 1951 und vom 6. Juni 1952 bestätigt.
Mit Abschlussgesetz zum Art. 41 HV vom 6. Juli 1954 und dem Zweiten Abschlussgesetz zum Art. 41 HV vom 19. Juni 1967 wurden die Enteignungen aufgrund Art. 41 HV endgültig abgeschlossen.

## Hintergrund
Nach dem Zweiten Weltkrieg wurde in Deutschland heftig um die künftige Wirtschaftsordnung gerungen. Während direkt nach dem Krieg in allen Parteien sozialistische Vorstellungen vorherrschten, setzten sich in den bürgerlichen Parteien im Laufe der 1940er Jahre (auch unter dem Eindruck der Spaltung Europas und der Gleichschaltung der demokratischen Parteien und Institutionen in der SBZ) zunehmend wirtschaftsliberale Vorstellungen durch. Die Geschichte des Art. 41 HV folgt dieser Entwicklung.

## Beratungen in der Verfassungberatenden Landesversammlung Groß-Hessen
Die Wahl zur Verfassungberatende Landesversammlung Groß-Hessen am 30. Juni 1946 hatte der SPD die Rolle der stärksten Fraktion zugewiesen. Sowohl gemeinsam mit der KPD als auch mit LDP oder CDU verfügte die SPD über eine Mehrheit.
| Fraktion | Sitze |
| -------- | ----- |
| SPD      | 42    |
| CDU      | 35    |
| KPD      | 7     |
| LDP      | 6     |
| gesamt   | 90    |

### Die ursprünglichen Positionen der Parteien
Erich Altwein brachte für die SPD den Entwurf einer Wirtschaftsverfassung ein, die von der KPD unterstützt wurde. Danach sollten Bergbau, Eisen- und Stahlindustrie, Baustoffindustrie, Energiewirtschaft, Banken, Versicherungen, Schienenverkehr, pharmazeutische und chemische Großindustrie, Kinos, Post und Rundfunk sofort verstaatlicht werden. Daneben sollten Unternehmen, die aufgrund ihrer Größe oder Bedeutung wirtschaftliche oder politische Macht erlangen könnten, sozialisiert werden. Unterstützung erhielt diese Position von SPD und KPD durch die Gewerkschaften.
Die CDU Hessen vertrat zu diesem Zeitpunkt ebenfalls sozialistische Vorstellungen der Wirtschaftspolitik, wie sie später im Ahlener Programm niedergelegt wurden.
Vor der Wahl zum Verfassungsgebenden Landesausschuss veröffentlichte der Landesvorstand der CDU Hessen Ende Juni 1946 die „Leitlinien zur Verfassung“. Darin vertrat die CDU einen „neuen Sozialismus aus christlicher Verantwortung“. Die CDU unterschied darin zwischen kleinen und mittleren Unternehmen und großen Kapitalgesellschaften. „Nicht persönlich gebundenes Eigentum“ wurde abgelehnt.
Dennoch kritisierte die CDU den SPD-Entwurf als viel zu weitgehend. Für die CDU forderte Erich Köhler die Sozialisierung von Unternehmen aus Branchen, die zu Monopolbildung neigen würden. Dies waren die Versorgungsunternehmen, Bahn, Post, Großbanken, Versicherungen und Kohle- und Stahlunternehmen.
Die LDP lehnte jede Festlegung der Wirtschaftsordnung in der hessischen Verfassung ab. August-Martin Euler verwies stattdessen auf die Notwendigkeit, die künftige Wirtschaftsordnung für ganz Deutschland in einer künftigen deutschen Verfassung zu regeln. Große Teile der CDU sowie die hessischen Industrie- und Handelskammern teilten diese Vorstellung.

### Der 7er-Ausschuss
Die Fronten bezüglich der Sozialisierungsfrage verhärteten sich zunehmend. Um einen Konsens zu finden, wurde ein 7er-Ausschuss gebildet, der versuchte, in nichtöffentlicher Sitzung gemeinsame Wege zu finden.
Die CDU legte ein Dreistufenvorgehen vor. Die Verstaatlichung sollte durch ein abgestuftes System ersetzt werden, bei dem eine Staatsaufsicht, eine staatliche Verwaltung oder ein Überführung in Gemeineigentum möglich war. Unter der Voraussetzung, dass die Überführung in Gemeineigentum der Standardfall sein solle, konnte die SPD sich diesem Kompromiss anschließen. Weiterhin verzichtete die SPD auf die Forderung nach Verstaatlichung der Filmindustrie, der Kinos, der Chemieunternehmen und des Rundfunks und kam auch in der Frage der Entschädigung der Union entgegen.
Dieses Nachgeben war für die SPD leicht, da in Hessen keine national bedeutsamen Versicherungen und keine Großbanken bestanden (Sitz der Großbanken war damals Berlin; Frankfurt sollte erst durch die deutsche Teilung zum führenden deutschen Bankenplatz werden). In Hessen bestanden zwei große Chemiekonzerne: Merck und Hoechst. Beide waren jedoch (durch das Kontrollratsgesetz Nr. 9 der Alliierten vom 30. November 1945 bez. das Gesetz der amerikanischen Militärregierung 52) der Verfügungsgewalt der deutschen Behörden entzogen.
Der Kompromiss zur Wirtschaftsform war Teil eines Verfassungskompromisses, in dem die CDU insbesondere in Fragen des Staatsaufbaus und die SPD in Fragen der Schulpolitik Entgegenkommen gezeigt hatten.

### Konfrontation und Einigung
Der im 7er-Ausschuss gefundene Kompromiss konnte in der öffentlichen Beratung nicht aufrechterhalten werden. Erneut teilte sich die verfassungsberatende Versammlung in ein linkes und ein rechtes Lager. SPD und CDU stellten konkurrierende Verfassungsentwürfe zur Abstimmung. Diese Kampfabstimmung wurde mit den Stimmen von SPD und KPD zugunsten des SPD-Entwurfs entschieden.
Innerhalb der SPD bestand große Sorge, eine Mehrheit in der anstehenden Volksabstimmung über die Verfassung zu erhalten. Weiterhin sah man die Notwendigkeit, für künftige Regierungsbildungen auch im bürgerlichen Lager koalitionsfähig zu sein. Auch die CDU strebte weiterhin einen Konsens der demokratischen Parteien an und bot erneut Gespräche an.
Am 30. September 1946 trafen sich nach einer Reihe von Sondierungsgesprächen Ludwig Bergsträsser, Friedrich Caspary und Christian Stock von der SPD und Erich Köhler, Karl Kanka und Georg Stieler von der CDU.
Der Kompromiss, der auf den Vorschlägen des 7er-Ausschusses basierte, sah den Sozialisierungsartikel in der beschriebenen Form vor. Am 9. Oktober nahm die amerikanische Militärregierung zum Entwurf Stellung. Sie forderte, das Sozialisierungsgebot des Art. 41 HV durch das Wort „may“ (englisch ‚sollte‘) abzuschwächen, und begründete dies mit der Notwendigkeit einer Festlegung der gesamtdeutschen Wirtschaftsordnung durch eine gesamtdeutsche Verfassung.
Bis auf die LDP lehnten alle Parteien diesen Eingriff vehement ab. Die SPD drohte damit, ihren Anhängern eine Ablehnung der Verfassung zu empfehlen, wenn der Sozialisierungsartikel abgeschwächt würde. Die Militärregierung stand in der Gefahr, als Unterstützer der Großindustrie dazustehen. General Lucius D. Clay lenkte daher ein und genehmigte am 29. September den Verfassungsentwurf mit der Maßgabe, dass über den Sozialisierungsartikel gesondert abzustimmen sei.

## Die Volksabstimmung
Am 1. Dezember 1946 fand die Volksabstimmung über die Verfassung statt; die Wähler stimmten mit 76,4 % für die Gesamtverfassung und mit 72 % für den Art. 41 HV.

## Die Umsetzung der Sozialisierung

### Erste Ansätze der Umsetzung: Der Hallstein-Ausschuss
Der kommissarische Wirtschaftsminister Hessens, Werner Hilpert (CDU), begann die betreffenden Unternehmen zu identifizieren und setzte weisungsgebundene Treuhänder für diese ein. Hierbei wurden weitaus überwiegend die bisherigen Eigentümer und Vorstände als Treuhänder eingesetzt.
Die Frage, was „Gemeineigentum“ bedeuten sollte, war in der Verfassungsberatung ungeklärt geblieben. Hilpert setzte daher den Hallstein-Ausschuss ein. Unter dem Vorsitz von Walter Hallstein erarbeitete er gemeinsam mit Karl Kanka und dem SPD-Regierungsdirektor Emil Walk ein Konzept, das Regierung und Landtag vorgelegt wurde.
Gemäß der Position seiner Partei versuchte Werner Hilpert dem Art. 41 HV die Spitze zu nehmen und stand damit im Konflikt mit der SPD.

### Auseinandersetzungen über die Sozialisierungen
Nach der von der SPD gewonnenen Landtagswahl in Hessen 1946 wurde eine Große Koalition gebildet und im Kabinett Stock übernahm Harald Koch (SPD) das Wirtschaftsressort und damit die Umsetzungsverantwortung über Art. 41 HV.
Bei der Umsetzung stieß Koch auf Gegenwehr der Kommunen. Ein Großteil der zu verstaatlichenden Versorgungsunternehmen waren Stadtwerke, die im Eigentum der Gemeinden standen und zu einem Gutteil zu deren Einnahmen beitrugen. Der hessische Städte- und Gemeindetag setzte durch, dass in dem im August 1947 erlassenen Treuhändergesetz die Gemeinden und Kreise als Treuhänder ihrer eigenen Stadtwerke benannt wurden.

### Die Verhinderung der Sozialisierung der Braunkohlewerke und die Rolle der amerikanischen Besatzungsmacht

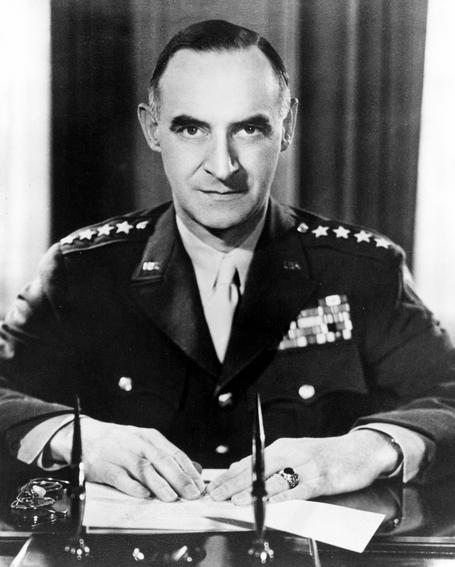
Lucius D. Clay

Die Rolle der amerikanischen Besatzungsmacht bei der Umsetzung der Sozialisierungen wird in der Literatur kontrovers diskutiert. Sozialisierungen standen im Widerspruch zu der liberalen Wirtschaftspolitik in den Vereinigten Staaten. Bereits bei der Verabschiedung der Verfassung hatte es eine interne Diskussion in den USA gegeben, inwieweit man den Deutschen in dieser Frage Selbstbestimmung gewähren sollte. Der Position des US-Außenministeriums, die im Interesse der Demokratisierung Deutschlands von Eingriffen der Besatzungsmacht abriet, stand die Position Lucius D. Clays gegenüber, der zum einen für die Sicherstellung der Versorgung der Bevölkerung verantwortlich war und dessen Vertrauen in die notwendige demokratische Reife der Deutschen geringer war.
General Clay hatte bereits bei der Verabschiedung der Verfassung eine gesonderte Abstimmung über den Sozialisierungsartikel durchgesetzt. Die mutmaßliche Hoffnung, die Bevölkerung würde ihn ablehnen, hatte sich nicht erfüllt.
Der vielfach erhobene Vorwurf, die amerikanische Besatzungsmacht hätte die Umsetzung der Sozialisierungen verhindert, wird in Bezug auf Hessen am Scheitern der Sozialisierung der Braunkohlebergwerke und der (unbedeutenden) Eisen- und Stahl-Industrie festgemacht. Am 6. Dezember 1948 verbot die US-Militärregierung die Sozialisierung dieser Betriebe. Rechtsgrundlage dieses Verbots war das Kontrollratsgesetz Nr. 75 zur Umgestaltung des deutschen Kohlebergbaus und der Eisen- und Stahl-Industrie vom 10. November 1948.
Der Landesregierung wurde mit dieser Entscheidung ein Problem abgenommen. Ende 1947 bestanden 33 Gruben mit 5000 Mitarbeitern und 200.000 to Monatsleistung. Die größten Betriebe waren die Grube Altenburg (vorheriger Eigentümer war die PreussenElektra) mit 1265 Mitarbeitern (das dazugehörige Kraftwerk Borken lieferte ein Drittel der hessischen Stromproduktion) und die Gewerkschaft Frielenburg mit 766 Mitarbeitern (vorheriger Eigentümer war die Berliner BUBIAG). Die Betriebe waren äußerst defizitär, da der Strompreis und die Kohlepreise der Preisbindung unterlagen.

### Die „Sozialgemeinschaften“
Nachdem Branche um Branche aus der Sozialisierung herausgefallen war, verblieben (bis auf Buderus) nur noch kleine und mittlere Unternehmen. Die letzten größeren Unternehmen wären die Kali-Bergwerke in Nordhessen gewesen. Da deren Sitz jedoch außerhalb Hessens lag, waren sie nicht betroffen.
Diese kleineren und mittleren Unternehmen waren nicht nur schwer zu kontrollieren (da noch kein Durchführungsgesetz erlassen worden war, waren die bisherigen Eigentümer oder Vorstände seit 1946 Treuhänder), sondern schrieben auch noch Verluste.
Harald Koch entwickelte aufgrund dieser Situation die Idee, die betreffenden Unternehmen zusammenzuschließen und in der neu zu schaffenden Rechtsform der „Sozialgemeinschaften“ zu betreiben.
Die Aufsichtsgremien dieser Sozialgemeinschaften sollten drittelparitätisch besetzt sein. Ein Drittel sollten die „Produzenten“ stellen. Dies waren nach Kochs Vorstellung die Arbeitnehmer. Eine Hälfte der Mandate sollte von der Belegschaft, die andere Hälfte von den Gewerkschaften benannt werden. Das zweite Drittel sollten die „Konsumenten“ stellen. Diese Mandate sollten durch die Kommunen, die Konsumgenossenschaften und die Handelskammern beschickt werden. Das dritte Drittel sollte die „Landesgemeinschaft“ stellen. Diese war ebenfalls drittelparitätisch geplant und bestand aus Vertretern von Land, Gewerkschaften und Kammern. Ein Vorstandsmitglied sollte als „Sozialdirektor“ die Arbeitnehmerseite repräsentieren.
Die CDU hatte auf ihrem Landesparteitag im November 1947 ihr Gegenmodell beschlossen. Einen Zusammenschluss zu Großunternehmen lehnte sie ab. Stattdessen sollten die Einzelunternehmen in staatlichem Eigentum zu „sozialen Musterbetrieben“ entwickelt werden.

### Eskalation im Landtag
Entgegen dem Koalitionsvertrag, der ein gemeinsames Vorgehen von SPD und CDU vorsah, entschied sich die SPD, den Gesetzesentwurf über die Sozialgemeinschaften gegen den Willen des Koalitionspartners CDU in den Landtag einzubringen. Die CDU hielt dennoch an der Koalition fest.
Am 26. Januar 1949 erfolgte die erste Lesung im Landtag. Auch der Bemühung der Koalitionsparteien um eine Kompromisslösung geschuldet, dauerten die parlamentarischen Beratungen fast zwei Jahre. Wenige Wochen vor der Landtagswahl in Hessen 1950 entschied sich die SPD, ihren Gesetzesentwurf mit den Stimmen von SPD und KPD gegen ihren Koalitionspartner CDU durchzusetzen.
Die Abstimmung im Landtag am 25. Oktober 1950 ergab jedoch eine Überraschung. SPD und KPD hatten 48, FDP und CDU 42 Stimmen im Landtag. Allerdings hatten sich 4 Abgeordnete der KPD und einer der SPD krankgemeldet. Ein KPD-Abgeordneter hatte wegen Verstößen gegen die Geschäftsordnung des Landtags Hausverbot und ein FDP-Abgeordneter war ebenfalls krank. Daher war die Mehrheit von KPD und SPD auf eine Stimme geschrumpft. Da Else Voos-Heißmann (SPD) unentschuldigt fehlte, wurde der Antrag mit Stimmengleichheit von 41 zu 41 Stimmen abgelehnt.

### Der Sonderfall Buderus

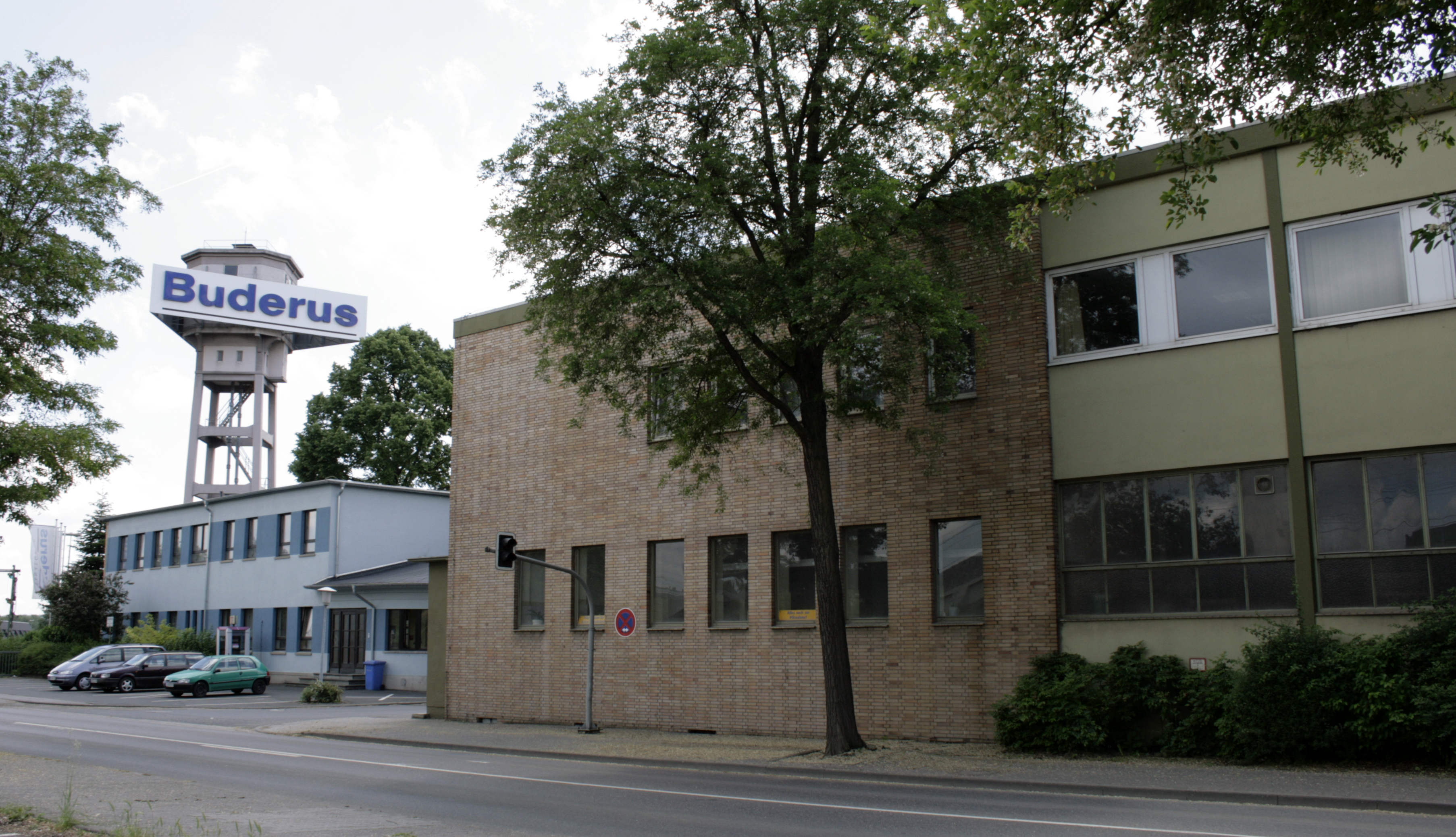
Buderuswerk in Staffel

Das einzige Großunternehmen, das von Art. 41 HV betroffen war, war Buderus, das etwa 2000 Mitarbeiter beschäftigte. Um die Auswirkungen der Verstaatlichung zu reduzieren, teilte sich das Unternehmen in die Hüttenwerke (die Art. 41 HV unterlagen) und die Weiterverarbeitung (die privat bleiben durften) auf. Die Hüttenwerke erwirtschafteten in den Folgejahren Verluste.

## Rechtliche Aufarbeitung

### Urteile des Staatsgerichtshofs
In zwei Teilurteilen vom 20. Juli 1951 und 6. Juni 1952 entschied der HStGH über eine Klage der FDP. Gegen die überwiegende Meinung der juristischen Literatur wurde die Gültigkeit der Verstaatlichungen aufgrund Art. 41 HV als Vorkonstitutionelles Recht vom Staatsgerichtshof gebilligt. Die Wirkung dieses Grundsatzbeschlusses wurde durch die Einzelbeschlüsse faktisch ins Gegenteil verkehrt:
1. Die Verstaatlichung von Betrieben mit einem öffentlichen Eigentum von 50 % oder mehr wurde als unwirksam erklärt (dies betraf die Stadtwerke),
2. Die Aufspaltung von Buderus wurde für wirksam erklärt, und vor allem:
3. Die Verstaatlichung von Klein- und Mittelbetrieben wurde für unwirksam erklärt.

Der letzte Punkt war eine Abwägung des Art. 43 HV (Förderung der Klein- und Mittelbetriebe) gegen den Art. 41 HV (Sozialisierung ebendieser). Das Gericht sah in Art. 43 HV eine Lex specialis, der Vorrang zu gewähren sei.
Damit waren faktisch alle Verstaatlichungen aufgrund Art. 41 HV außer Buderus aufgehoben.

### Abschlussgesetze
Nach den Urteilen des Staatsgerichtshofs blieb nur noch die Frage offen, wie mit der Teilsozialisierung von Buderus politisch umzugehen sei. Seit 1950 regierte die SPD gegen die CDU und war in dieser Frage unabhängig. Mit Abschlussgesetz zum Art. 41 HV vom 6. Juli 1954 und dem Zweiten Abschlussgesetz zum Art. 41 HV vom 19. Juni 1967 wurde die Enteignung von Buderus aufgrund Art. 41 HV endgültig abgeschlossen.
Zu diesem Zweck wurde 1954 die „Hessische Berg- und Hüttenwerk AG“ gegründet. Das Land brachte in diese Aktiengesellschaft seine Anteile an den verstaatlichten Hüttenwerken ein und zahlte den Alteigentümern dafür 15 Millionen DM (in heutiger Kaufkraft 46 Millionen Euro) Entschädigung. Die Alteigentümer brachten den Weiterverarbeitungsteil des Unternehmens ein. 1967 wurde der Staatsanteil verkauft und das Kapitel Art. 41 HV endgültig abgeschlossen.

## Epilog
Eine Streichung des Verfassungsartikels wurde zuletzt im Rahmen der Beratungen der Enquetekommission „Verfassungskonvent zur Änderung der Verfassung des Landes Hessen“ von den Fraktionen von CDU, Grünen und FDP vorgeschlagen und von den Fraktionen von SPD und Linken abgelehnt. Diesbezügliche Gesetzentwürfe wurden nicht eingebracht.